# Целіна Журовська
Журовська Целіна (≈1856-1941) — любов Івана Франка, яка відіграла велику роль в його житті. Цікавила багатьох дослідників життя і творчості поета. Однак не вдалось документально встановити, де й коли вона народилась, коли померла, де похована.

### Біографія[1]
Після довгих розшуків Роман Горак приблизно відтворив її біографію. Целіна Журовська (у шлюбі Зигмунтовська) була полькою, правдоподібно, походила з Перемишльської округи. Вона подавала свій рік народження 1856. Батько її шукав на Дрогобиччині нафту і на розшуках утратив увесь свій маєток. Родина була приречена на загибель. Целіну врятувала тітка зі Львова, яка дала їй досить примітивне виховання. Целіна працювала на пошті маніпулянткою, спочатку в Дрогобичі, опісля у Львові.
Достеменно невідомо, коли і при якій нагоді Франко особисто познайомився з Целіною, але те знайомство продовжувалось 10 років і принесло йому велику платонічну любов без взаємності та завдало багато душевних мук. Одночасно воно мало значний вплив на його творчість.

#### Стосунки з Франком[2]
Про Целіну Зигмунтовську вперше широкому читачеві оповів син Франка Тарас у книжці «Про батька», що вийшла в Києві у 1964 р. «Пізнався, - писав Тарас Франко, - Іван Франко а Целіною Журовською, замужем Зигмунтовською, ще в Дрогобичі, коли та сиділа при поштовім віконці й обслуговувала публіку. Франко почував себе при ній несміливим: ні постаттю, ні красою не міг їй заімпонувати, його розуму дівчина не бачила, творів не знала і не його слави бажала, а маєтку, якого у Франка не було. Не диво, отже, що вони не зійшлися вдачами і не спарувалися.
Целіна служила на поштових відділеннях різних міст. Коли ж вибухнула війна 1914 р., вона опинилась у Львові. Деякий час проживала з дітьми в домі Івана Франка. Незважаючи на похилий вік, вона робила імпозантне враження: висока і повна, з дивним чаром і одночасно з несамовитим холодом в очах. Замолоду мала незвичайний колір волосся, попелястий. Трималася просто, ходу мала статичну, українською мовою не хотіла розмовляти, переписувалася з Іваном Франком тільки польською. Своїх дітей виховувала в польському патріотичному дусі».
На палку любов Франка Целіна не тільки не відповіла взаємністю, але відверто заявляла, що він їй просто не сподобався. Був рудий, а їй подобались брюнети, особливо з синіми очима. Крім того, не подобалось, що був погано збудований, та й прізвище було їй також не миле.
Целіна твердила, що Франко буквально переслідував її, ходив за нею слідом, що тривало місяцями. Він як школяр, боявся промовити до неї слово і підступити ближче, годинами вистоював перед її вікнами, що Целіну смішило і заразом злило.
15 лютого 1896 р. Целіна у Дрогобичі стала дружиною судового службовця Здіслава Зигмунтовського. Після одруження виїхала до Станіславова, де чоловік одержав вигідну посаду судового службовця, на якій працював аж до смерті 1 листопада 1899 р. 1900 р. вдова перебирається до Дрогобича. Тут купує будинок, в якому живе разом з сином Здіславом та донькою Софією.
Згодом вона повертається з дітьми до Львова. У Львові справи її йдуть погано, вона часто міняє помешкання, а з грудня 1914 р. по червень 1915 р. живе у Франка в його домі.
З того приводу Іван Франко пише 27 травня 1915 р. Є. Трегубову: «Бувши змушеним іще в грудні минулого року віддати жінку до закладу божевільних, я рівночасно був змушений прийняти до свого дому одну вдову з двома дорослими дітьми й дати їй, окрім квартири, майже повне удержання. Се уможливило мені перебути сю тяжку зиму та  небезпечну хворобу».
Пізніше Франко пише В. Якіб'юку 4 грудня 1915 р.: «Сини оба при війську, Тарас кадетом, тепер на Угорщині, а Петро лейтенантом тепер у ровах недалеко Підгаєць, Гандзя як поїхала літом 1914 року до Києва, так і досі не вернула. Я проживав від половини грудня 1914 року сім місяців з мамою Здіся, з його сестрою та ним самим і можу сказати, що одною з причин моєї хвороби та її тяжкого стану були відносини тої жінки та її  сина до мене».
Досить дивне і не зовсім зрозуміле було поводження Франка супроти Целіни Зигмунтовської, бо, не дивлячись на погане ставлення тої невдячної жінки до нього, поет не раз користувався послугами Целіни. Як, наприклад, 1912 р., коли Франко перебував у Криворівні на відпочинку у Василя Якіб'юка.
Ключі від своєї хати у Львові він залишив Целіні, котра листовно акуратно звітувалася перед ним про господарсько-хатні новини. 1914 р. Франко знову відпочивав в Криворівні разом а сином Целіни Здіславом і, занепокоєний початком війни й тим, що у Львові хвора дружина, просить Целіну заопікуватись його дружиною, на що Целіна погоджується. Що більше, помимо вражаючої байдужості Целіни до нього, він запрошує її на куму при хрещенні своїх дітей. Зустрічається, однак, з відмовою.
Григорій Величко про неї писав: «Ще третя жінка відіграла велику роль в житті Франка. Це була поштова співробітниця, яку побачив поет на пошті й запалав до неї великим коханням, хоч ніколи до неї не наближався. Усе вказує на те, що це кохання було фантазією, уявою Франковою. Ця ідеальна жінка в уяві Франка не виказала себе в житті нічим визначним, не була ані письменницею, ані суспільним діячем, була зовсім тихою, буденною людиною, а все-таки Франко через неї терпів дуже сильно. Випливом цього кохання з'явилося «Зів'яле листя».

##### Після смерті Франка[3]
1940 р., коли було організовано музей Івана Франка в його будинку у Львові і першим директором того музею став син Петро, прийшла до нього вже старенька Целіна Зигмунтовська з дочкою просити помочі - як депутата Верховної Ради УРСР. Хотіла виклопотати у нової влади будиночок, який вона собі підібрала в Брюховичах. Петро Франко задовольнив її просьбу, і незабаром вона поселилась у новому будинку.
З того часу Целіна Зигмунтовська, користуючись доброзичливістю до неї Петра Франка, стала частою гостею музею. Вона фігурувала в президіях багатьох зборів чи конференцій і охоче погоджувалась на зустрічі з учнями шкіл, студентами інститутів, університету. Популярність, яку вона осягнула завдяки знайомству і славі Франка, що ним раніше нехтувала, тепер, на старості літ, імпонувала їй.
Вона подарувала для музею невеличкий свій портретик з молодості, коли познайомилася з Франком, але рішуче спротивилась, щоби її фотографія була поміщена у львівській обласній газеті «Вільна Україна».
В тім часі вдова Ольга Франко проживала в своєму будинку у Львові, в якому містився й музей, Целіна, відвідуючи музей, зустрічалася з нею. Ольга навіть гостила її в себе, але їхні зустрічі надовго виводили дружину покійного поета зі спокою. Не було порозуміння між тими двома жінками.
Невідомо, коли померла Целіна Зигмунтовська. Не збереглося про це жодних документів. Працівники музею Івана Франка зафіксували, що з певного часу Целіна не приходила до музею, і аж потім довідались, що вона, зламана паралічем, померла навесні 1941 р., ймовірно, у Брюховичах.
Крім малого портрету, збереглося вісім листів Целіни Зигмунтовської до Івана Франка. Вони звичайні, буденні, часом писані поспіхом на шматкові паперу олівцем або ручкою. Два листи датовані 1887 р. і почерком відрізняються від інших. Один лист з 1896 р., решта п'ять - з 1912 по 1914 рр.

###### Присвяти[3]
Іван Франко присвятив Целіні Журовській свої твори - « Маніпулянтка», найкращу лірику, яка є в українській літературі, - «Зів'яле листя», поезії «Моїй не моїй» і «Спомин в Ізмарагді», повість «Лель і Полель». Присвяченого їй «Зів'ялого листя» вона так і не читала, бо не вміла і не хотіла читати українською.
1. ↑  Архівована копія. Архів оригіналу за 29 вересня 2020. Процитовано 14 жовтня 2020.{{cite web}}:  Обслуговування CS1: Сторінки з текстом «archived copy» як значення параметру title (посилання)
2. ↑  https://www.ukrlib.com.ua/styslo/printit.php?tid=17553&page=7
3. 1 2  Архівована копія. Архів оригіналу за 5 березня 2021. Процитовано 14 жовтня 2020.{{cite web}}:  Обслуговування CS1: Сторінки з текстом «archived copy» як значення параметру title (посилання)